# Антикучо
Антикучо (исп. anticucho, мн. ч. anticuchos) — популярные недорогие мясные закуски на шампурах наподобие мини-шашлыков, типичные, в первую очередь, для кухни Перу и Боливии, которые возникли в Андах в доколумбовую эпоху, в частности в регионе Антисуйю в империи инков. Современное блюдо было адаптировано в колониальную эпоху между XVI и XIX веками в Перу, Боливии и Эквадоре, где они известны как «chuzos» или «carne en palito».
Антикучос — типичная уличная еда, их можно найти на уличных тележках и в уличных продуктовых лавках (anticucheras). Мясо предварительно маринуют в уксусе и специях (таких как тмин, перец ахи и чеснок). Хотя антикучос можно приготовить из любого вида мяса, наиболее популярны из говяжьего сердца (anticuchos de corazón). Антикучос обычно подают с отварным картофелем на конце шампура.

## Этимология
Название блюда происходит из кечуанских языков.
Anti Kuchu — «Нарезка в стиле анти», «Нарезка в восточном стиле», где Anti: «Восточный регион Анд» или «Восточные коренные народы», Kuchu — «разрезанный/нарезанный, нарезать», Или от anti-uchu (где uchu: ‘острый перец’).

## История
Хотя антикучос имеют доколумбовое происхождение, современные антикучос можно проследить еще в XVI веке, когда с ними впервые столкнулись испанские конкистадоры. Именно в это время были добавлены европейские ингредиенты, такие как чеснок, а говядина начала заменять традиционное для Анд мясо ламы, которое использовалась во времена империи инков. Это было популярное блюдо среди жителей империи инков, и в настоящее время оно популярно в большинстве стран Южной Америки.
Испанцы также привезли рабов-африканцев, которые были сосредоточены в Лиме и на побережье южного Чико-де-ла-Сьюдад-де-лос-Рейес вице-королевства Перу. Колонизаторы рассматривали субпродукты как пищу для рабов; как правило, себе готовили только из более дорогого мяса, маринуя его в вине. В результате, во многих традиционных рецептах используется говяжье сердце и другие «отходы», маринованные в чиче. В Перу традиция продолжается с традиционным названием и ингредиентами; антикучос употребляются всеми социальными классами Перу и особенно популярны как уличная еда.

## Приготовление
Традиционные антикучос готовятся из ломтиков говяжьего сердца размером 2- 5 см, зажаренных на вертеле длиной около 30-40 см (16 дюймов) и диаметром 3 × 3 мм. Их приправляют солью по вкусу, а иногда и уксусом.
Популярной заправкой является соус из чеснока, лука, соуса ахи панка, тмина, черного перца и пива, которым поливают антикучос во время приготовления.
Антикучос обычно не являются основным блюдом, а скорее дополнением к жареному мясу вместе с другими гарнирами, такими как чорипаны, картофель, колбаски и салаты.
Существуют и более мелкие варианты деревянных шампуров, длиной 15 см или меньше, они называются «brocheta de carne».

## Перу
Антикучос являются частью традиционной перуанской кухни. Наибольшее потребление в Перу приходится на июль, во время празднования Fiestas Patrias (Дня независимости) в фондас (уличные палатки с едой) и барбекю. В Перу антикучос связаны с ежегодной процессией Сеньора де лос Милагрос в октябре, в честь изображения Иисуса Христа.

## Боливия
Боливийское антикучо — это блюдо на основе говяжьего сердца, маринованного в специях, масле и уксусе, приготовленного на шампурах на углях, а затем подаваемого горячим, в основном с жареным картофелем и острым соусом или арахисовым соусом льяхуа. Антикучо широко известно как одно из любимых ночных деликатесов в разных частях Боливии. Продавцов (называемых «антикучерас») легко найти на улицах или бульварах, и у них есть своеобразный ритуал для привлечения клиентов, который заключается в создании впечатляющих языков пламени, которые источают аромат блюда.

## Эквадор
Известные как «chuzos» в регионе Сьерра и «carne en palito» в регионе Коста, антикучос являются любимой ночной уличной едой.

## Аргентина
Хотя это блюдо неизвестно большинству населения, традиция употребления в пищу антикучо типична для севера страны, особенно для провинции Жужуй. Приготовление его довольно простое, оно состоит из отварного картофеля, нарезанного небольшими кусочками говяжьего сердца и специй. Обычно его подают с какой-нибудь острой заправкой, прямо с шампуром, снятым с гриля.
Обычно его продают в национальные праздники, такие как 25 мая или 9 июля, а также в дни популярных фестивалей и дней рождения.

## Галерея

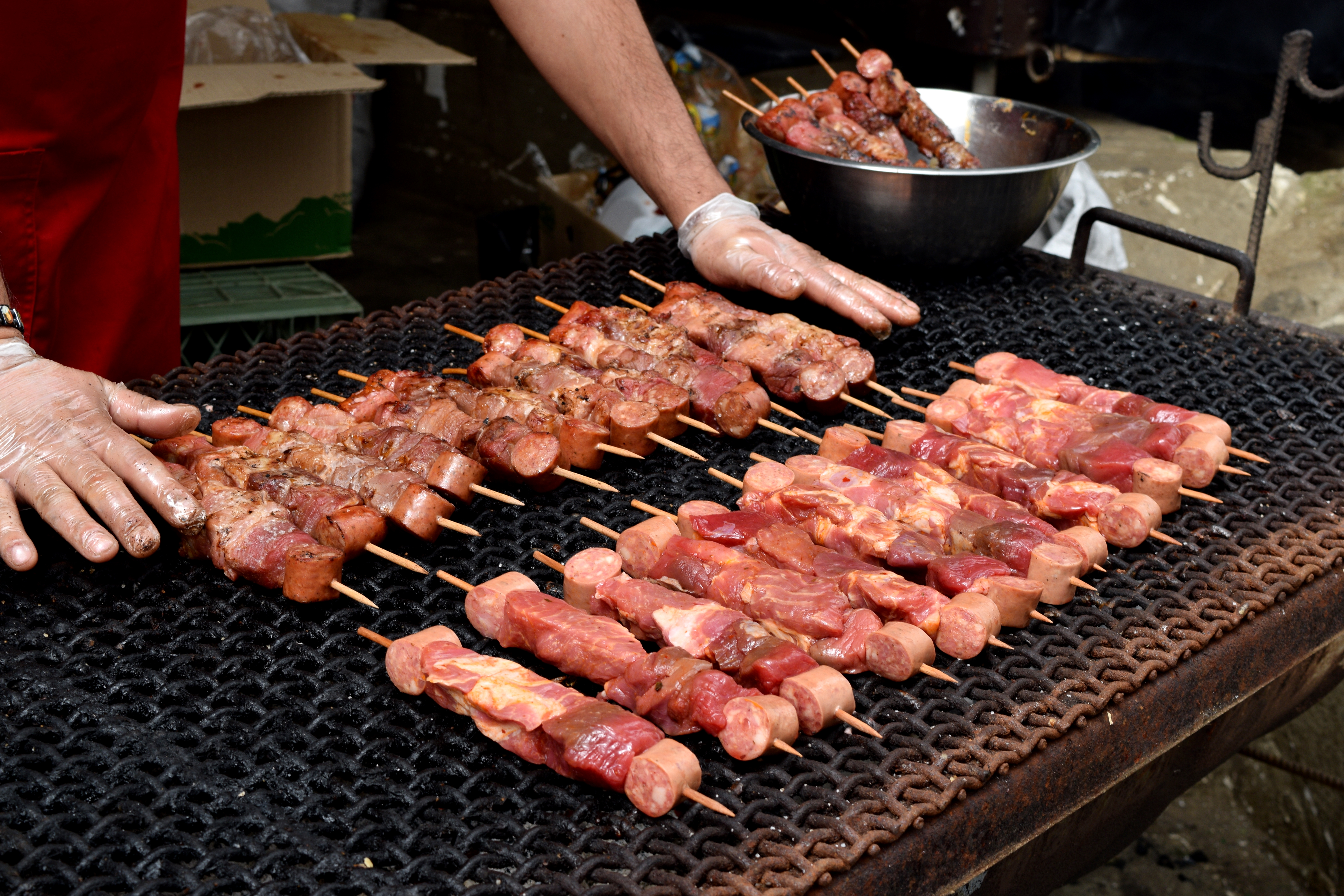
Антикучос перед приготовлением
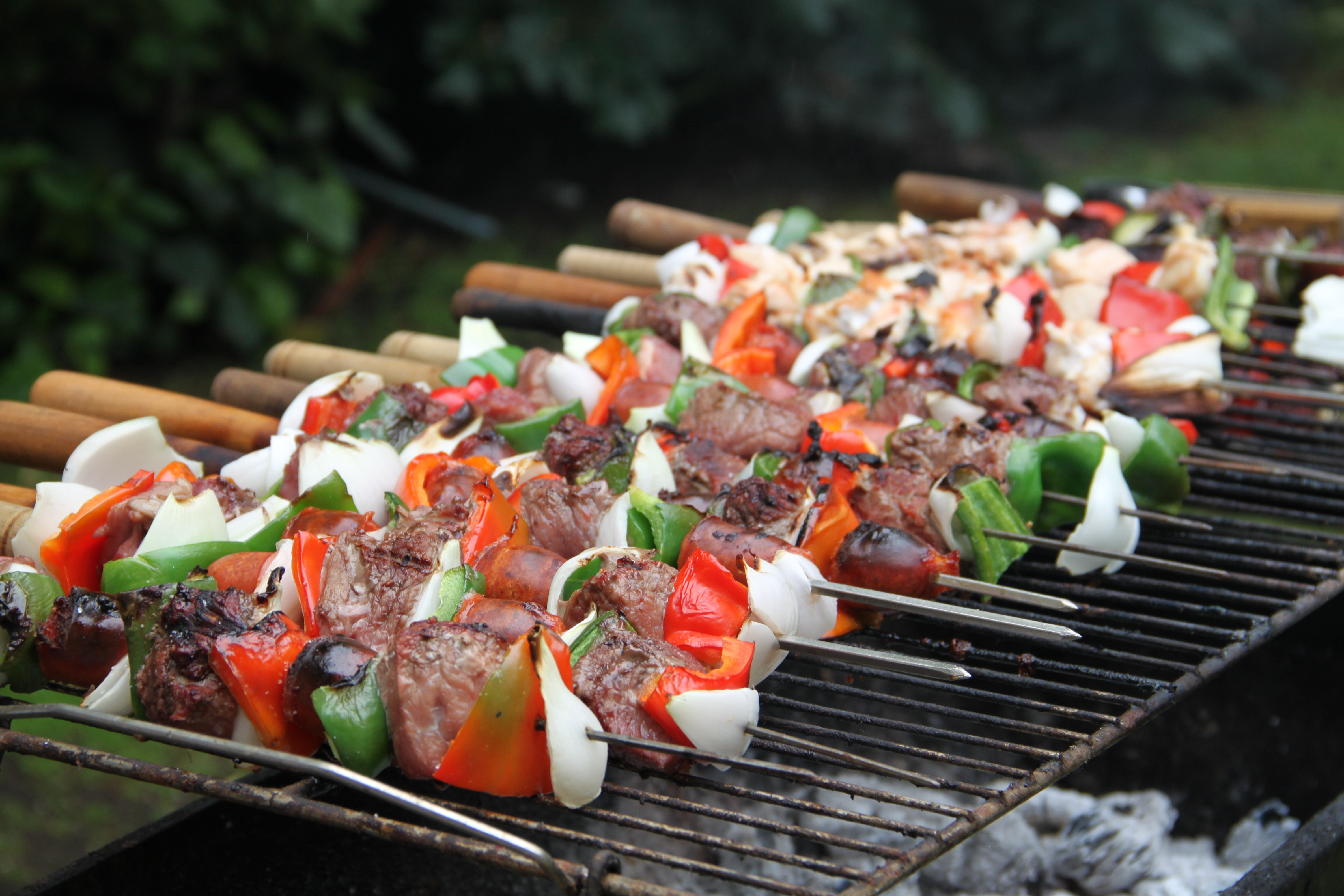
Чилийские антикучо на гриле
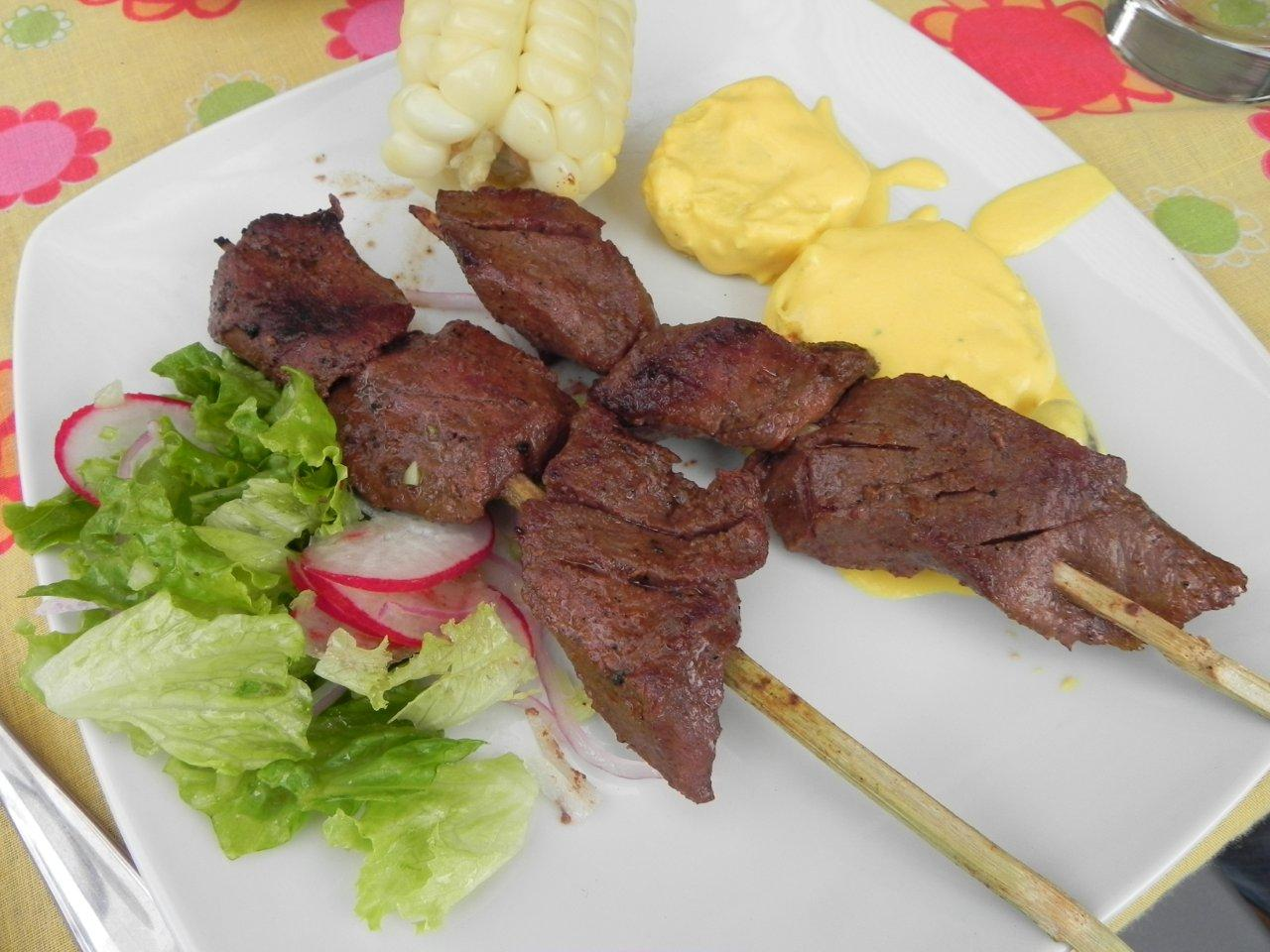
Подача антикучо
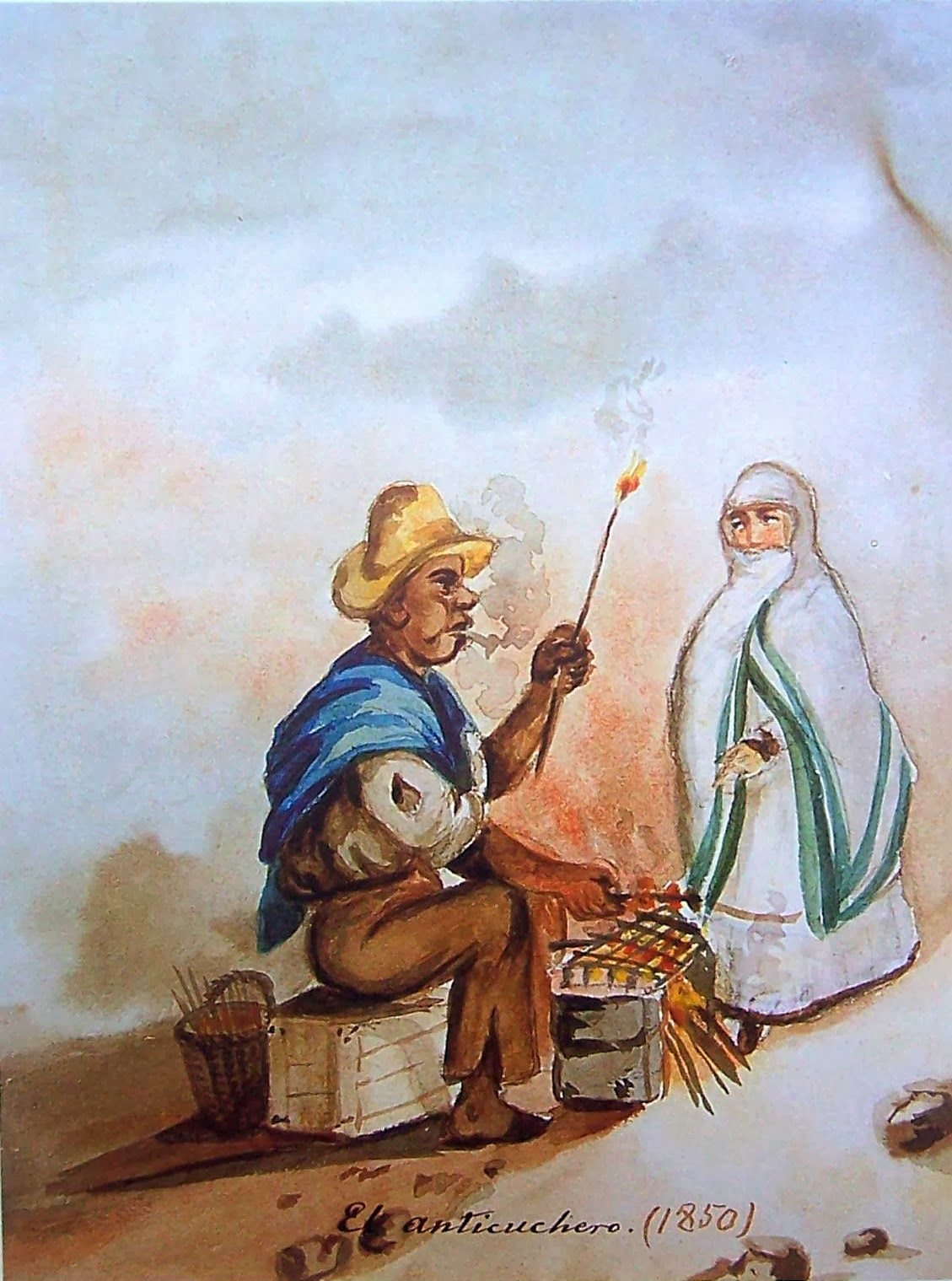
«Антикучеро» (1850) Фьерро, Панчо